# Le Secret de Hidden Lake
Pour plus de détails, voir Fiche technique et Distribution.
Le Secret de Hidden Lake (The Secret of Hidden Lake) est un téléfilm américain réalisé par Penelope Buitenhuis et diffusé le 29 octobre 2006 sur Lifetime.

## Fiche technique
- Titre original : The Secret of Hidden Lake
- Réalisation : Penelope Buitenhuis
- Scénario : David Golden
- Photographie : Adam Sliwinski
- Musique : Michael Neilson
- Société de production : Front Street Pictures
- Pays :  États-Unis
- Durée : 100 minutes
- Date de première diffusion :
  - États-Unis : 29 octobre 2006[1]

## Distribution
- Rena Sofer : Maggie Dolan[2]
- Winston Rekert : Frank Dolan
- Linda Darlow : Alice Crandell
- Adam J. Harrington (en) : Sam
- William B. Davis : Juge Landers
- Bill Mondy (en) : Zach Roth
- Renae Morriseau : Shériff Tillane
- Kett Turton : Jack Ford Jr.
- Dean Wray : Jack Ford Sr.
- Jodelle Ferland : Maggie Dolan enfant
- Elfina Luk : Barb
- Timothy Paul Perez : Docteur Perez
- Christine Barrie : la mère de Maggie